# Limnichus falsus
Limnichus falsus is een keversoort uit de familie dwergpilkevers (Limnichidae). De wetenschappelijke naam van de soort werd in 1971 gepubliceerd door Joseph Delève.